# Bell XP-83
XP-83 byl prototyp amerického doprovodného stíhacího letounu, který vyvíjela společnost Bell a který poprvé vzlétl 25. ledna 1945. Podobně jako u ostatních raných konstrukcí proudových letadel byl jeho hlavní problém ve slabých motorech a jeho koncepce byla záhy překonána.

## Vývoj
První generace proudových letadel měla problém s vysokou spotřebou paliva, což omezovalo jejich dolet. V březnu 1944 objednalo americké armádní letectvo u firmy Bell projekt doprovodného stíhacího letounu s reaktivním pohonem a dlouhým doletem. Už 31. července 1944 objednalo i stavbu dvou prototypů označených jako XP-83 (sériová čísla 44-84990 a 44-84991).
Bell na svém projektu proudového stíhacího letounu, označeném Model 40, pracoval už od roku 1943. Právě tento projekt, ze kterého vznikl stíhací letoun Bell P-59 Airacomet, byl přepracován na dálkový eskortní letoun, přičemž z modelu 40 si zachoval některé konstrukční celky. Letoun poháněly dva proudové motory General Electric J33-GE-5 s odstředivými kompresory, umístěné v kořenech křídla, takže celý trup mohl být využit pro palivové nádrže a výzbroj. Trup měl celokovovou poloskořepinovou konstrukci a palivovou nádrží o objemu 4 350 litrů (mohl nést ještě dvě přídavné nádrže o objemu 950 litrů). Kabina byla přetlaková s malým kapkovitým překrytem. Výzbroj se skládala ze šesti kulometů ráže 12,7 mm v přídi letounu.

## Testy
První testy v aerodynamickém tunelu ukázaly, že letoun je nestabilní. Větší svislou ocasní plochu se ale nepodařilo vyrobit před zalétáním prototypu. První let prototypu proběhl 25. ledna 1945. Zkušební pilot Jack Woolams při něm zjistil, že letoun má slabý pohon a je nestabilní. Omezené testy ovšem také ukázaly uspokojující letové vlastnosti, přestože vývrtky byly zakázány dokud nebyla dodána nová svislá ocasní plocha. Výkony však byly nízké. Typickou vlastností letounu byla neschopnost zpomalit, daná jeho aerodynamikou a špatně vyřešenými klapkami. Testovací piloti se museli při přistání přibližovat pomalým klesáním pod malým úhlem.
První prototyp XP-83 byl v roce 1946 použit k testování náporových motorů, uchycených pod křídlem. V trupu letounu byl proto za pilotem vytvořen prostor pro inženýra, který do něj vstupoval dvířky ve spodku trupu. Při testovacím letu 14. září 1946, jeden z náporových motorů začal hořet. Pilot Chalmers „Slick“ Goodlin a technik Charles Fay, museli stroj opustit na padácích.
Druhý prototyp poprvé vzlétl 19. října 1945 a byl sešrotován v roce 1947. Měl odlišný překryt kabiny a delší příď, ve které byla baterie 30 mm kanónů. Testy výzbroje druhého prototypu probíhaly na základně Wright Field v Ohiu.
S výjimkou doletu byl typ XP-83 méně výkonný než konkurenční projekt Lockheed P-80 Shooting Star, který byl už sériově vyráběn a později i bojově nasazen v Korejské válce. Celý projekt XP-83 byl zrušen v roce 1947.

## Specifikace

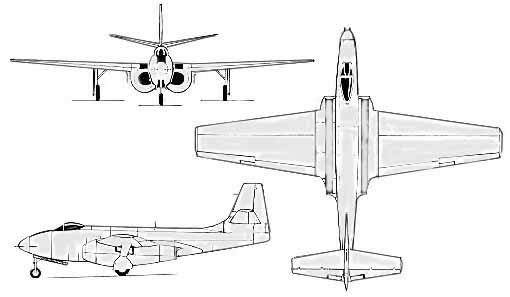
Třípohledový nákres XP-83

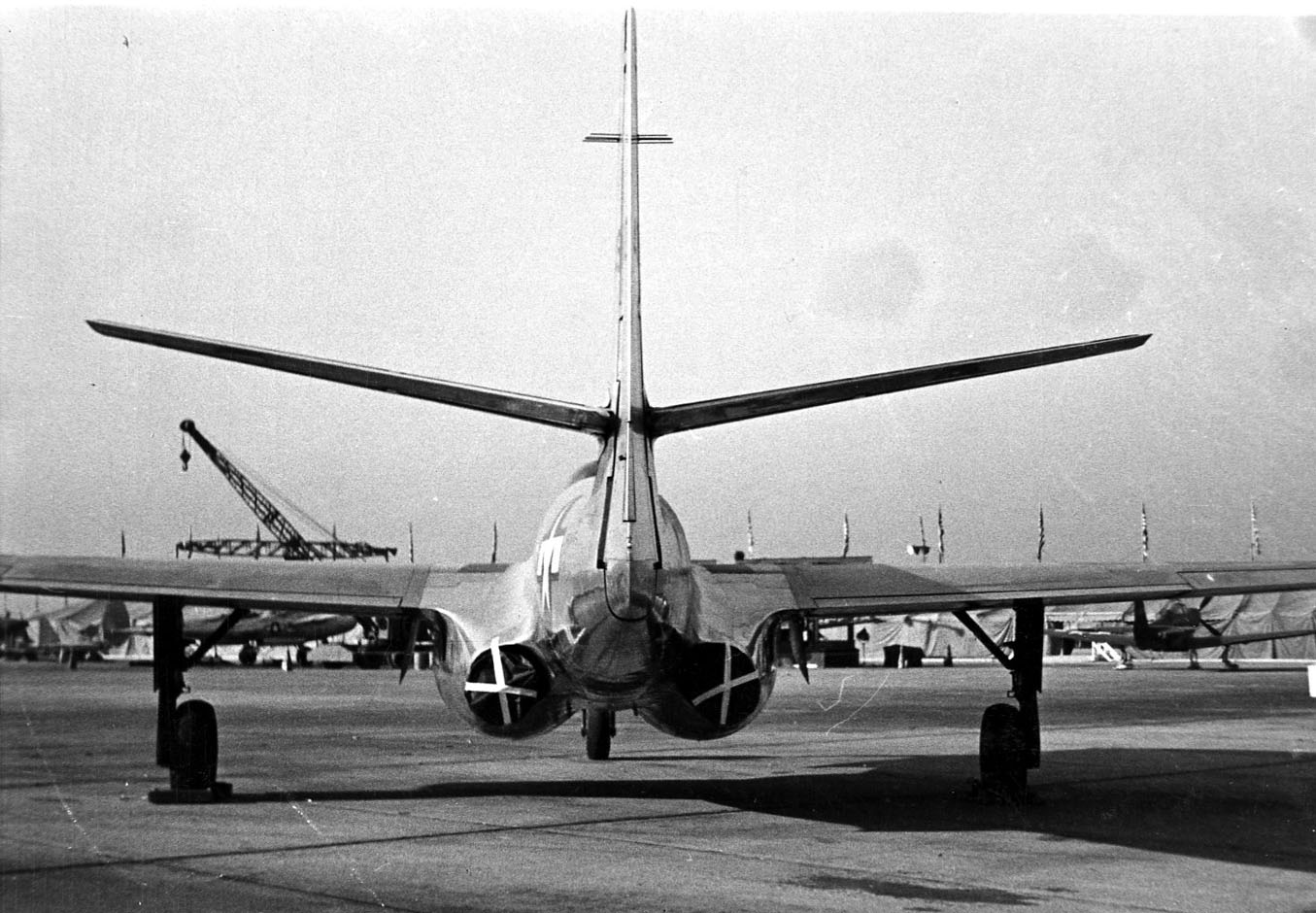
Bell XP-83

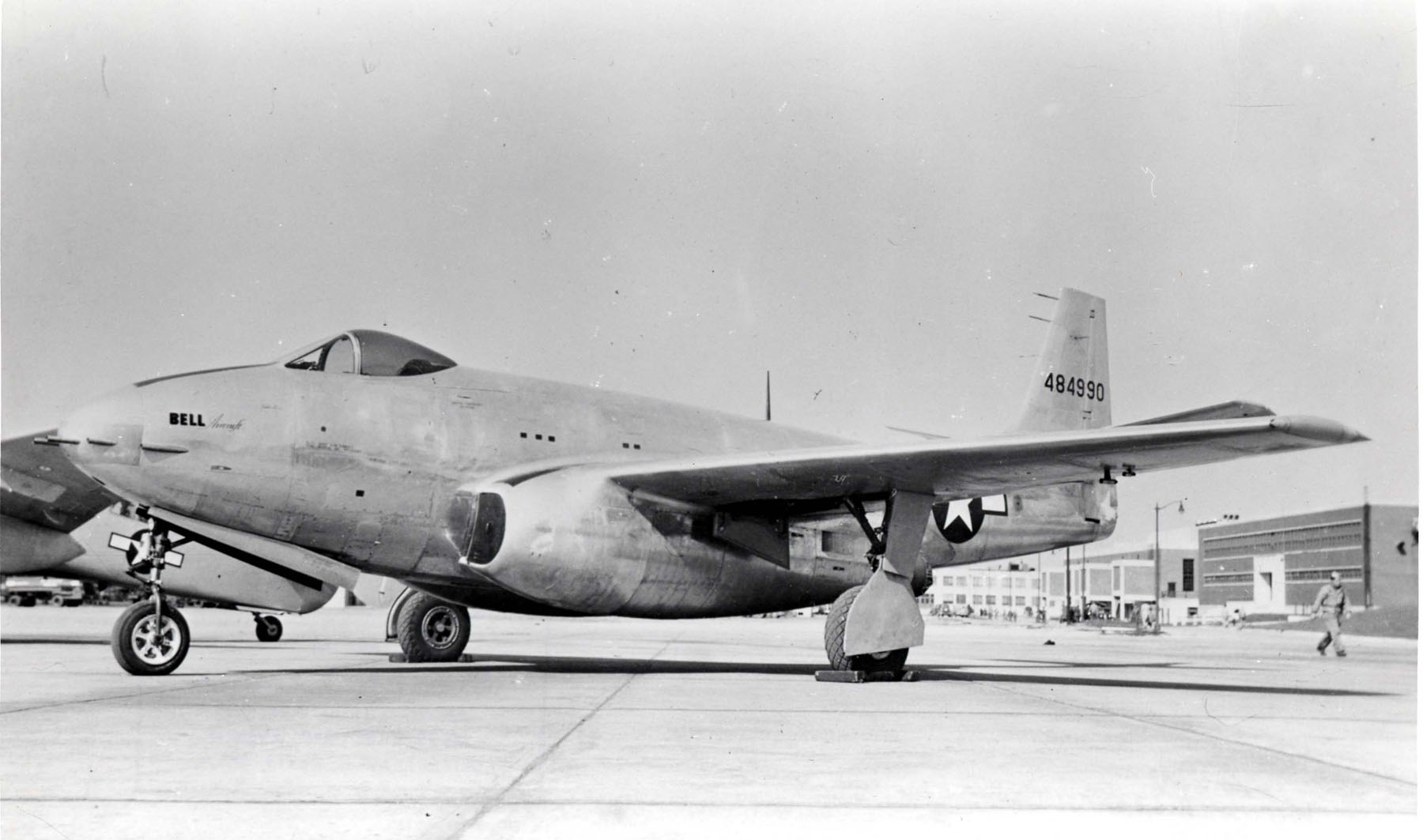
První prototyp Bell XP-83, později XF-83

### Technické údaje
- Osádka: 1
- Rozpětí: 16,15 m
- Délka: 13,67 m
- Výška: 4,65 m
- Nosná plocha: 40,0 m²
- Plošné zatížení: 273 kg/m²
- Hmotnost prázdného letounu: 6400 kg
- Vzletová hmotnost: 10 930 kg
- Max. vzletová hmotnost: 12 500 kg
- Pohonná jednotka: 2× proudový motor General Electric J33-GE-5
- Tah motoru:  18 kN

### Výkony
- Maximální rychlost: 840 km/h ve výšce 4775 m
- Dostup: 14 000 m
- Stoupavost: 28,7 m/s
- Dolet: 2785 km (s přídavnými nádržemi: 3300 km)

### Výzbroj
- 6 × kulomet M2 Browning ráže 12,7 mm nebo
- 6 × kulomet T17E3 ráže 15,2 mm nebo
- 4 × kanón Hispano ráže 20 mm nebo
- 1 × kanón ráže 37 mm